# ルスタム・ドゥルマノフ
ルスタム・ドゥルマノフ (ラテン文字: Rustam Durmanov、ウズベク語: Rustam Do'rmonov / Рустам Дўрмонов、ロシア語: Рустам Дурманов、1969年1月28日 - ) は、ウズベキスタン出身の元プロサッカー選手である。現役時代のポジションはFW。

## キャリア
ドゥルマノフは1985年から1989年までソビエト連邦サッカーリーグ2部のスルハン・テルメズでプレーした。1990年にネフチャニク・フェルガナ (現在のネフチ・フェルガナ) へと移籍、1992年から1994年までウズベク・リーグにおけるネフチ・フェルガナの3連覇に貢献した。また、1994年にはCISカップに出場し、ネフチ・フェルガナを準優勝に導いた。
ドゥルマノフはそのキャリアの多くをネフチ・フェルガナで過ごし、ウズベク・リーグで116ゴールを挙げた。彼はネフチ・フェルガナにおいてユーリイ・サルキシャンについで2番目に得点を決めている選手である。リーグ戦、カップ戦などをあわせて合計133ゴールを挙げており、ゲンナディー・クラスニツキー・クラブの会員に選ばれている。

## ウズベキスタン代表
ドゥルマノフは1992年6月17日のサッカータジキスタン代表との中央アジアカップ (Central Asian Cup) の試合においてサッカーウズベキスタン代表として初出場を果たした。代表では14試合に出場し2ゴールを挙げた。また、1998 FIFAワールドカップ・アジア予選のイエメン戦にも出場している。

## 獲得タイトル

### クラブ
- ウズベク・リーグ 優勝 (4): 1992, 1993, 1994, 2001
- ウズベキスタン・カップ 優勝 (2): 1992, 1996
- CISカップ準優勝 (1): 1994

### 代表
- アジア競技大会サッカー競技 優勝: 1994

### 個人タイトル
- ウズベキスタン年間最優秀サッカー選手賞  2位: 1993
- ウズベク・リーグ得点王: 1993 (26ゴール)
- ゲンナディー・クラスニツキー・クラブ: 172ゴール